# Ћехоћинек
Ћехоћинек (пољ. Ciechocinek) град је у Пољској у Војводству кујавско-поморском. По подацима из 2012. године број становника у месту је био 10 791.

## Становништво
| 2012.  |
| ------ |
| 10 791 |

## Партнерски градови
- Бад Диренберг